# Atletismo na Universíada de Verão de 1961
O atletismo na Universíada de Verão de 1961 foi disputado no Estádio Nacional Vasil Levski, em Sófia, na Bulgária.

## Medalhistas

### Masculino
| Evento                | Ouro                                                                                    | Ouro            | Prata                                                                     | Prata           | Bronze                                                                                   | Bronze          |
| Provas de pista       | Provas de pista                                                                         | Provas de pista | Provas de pista                                                           | Provas de pista | Provas de pista                                                                          | Provas de pista |
| --------------------- | --------------------------------------------------------------------------------------- | --------------- | ------------------------------------------------------------------------- | --------------- | ---------------------------------------------------------------------------------------- | --------------- |
| 100m                  | CUB Enrique Figuerola                                                                   | 10s38           | GBR Berwyn Jones                                                          | 10s59           | HUN László Mihályfi                                                                      | 10s65           |
| 200m                  | HUN László Mihályfi                                                                     | 21s27           | GBR Brian Smouha                                                          | 21s40           | GBR Brian Anson                                                                          | 21s51           |
| 400m                  | TCH Josef Trousil                                                                       | 47s51           | BEL Jacques Pennewaert                                                    | 48s06           | FRG Otto Grasshoff                                                                       | 48s53           |
| 800 m                 | IRL Ron Delany                                                                          | 1m51s1          | AUT Rudolf Klaban                                                         | 1m51s4          | FRG Wolfgang Schöll                                                                      | 1m51s6          |
| 1 500m                | TCH Tomáš Salinger                                                                      | 3m45s75         | ROM Zoltan Vamoș                                                          | 3m45s85         | AUT Rudolf Klaban                                                                        | 3m46s16         |
| 5 000m                | HUN János Pintér                                                                        | 14m23s4         | ROM Andrei Barabás                                                        | 14m23s8         | FRG Peter Kubicki                                                                        | 14m23s8         |
| 110m com barreiras    | URS Valentin Chistyakov                                                                 | 14s33           | FRG Klaus Willimczik                                                      | 14s62           | POL Wiesław Król                                                                         | 14s81           |
| 400m com barreiras    | ITA Salvatore Morale                                                                    | 50s14           | URS Georgiy Chevychalov                                                   | 51s80           | ITA Elio Catola                                                                          | 52s33           |
| 4x100m                | URS União Soviética Leonid Bartenyev Valentin Chistyakov Anatoly Mikhaylov Edvin Ozolin | 41s22           | JPN Japão Kiyoshi Asai Hirotada Hayase Yojiro Muro Takayuki Okazaki       | 41s30           | FRG Alemanha Ocidental Hans-Jürgen Felsen Rudolf Sundermann Hinrick Helmke Joachim Guter | 41s35           |
| 4x400m                | FRG Alemanha Ocidental Peter Hoppe Wolfgang Schöll Otto Graßhoff Albert Grawitz         | 3m10s56         | TCH Checoslováquia Josef Trousil Josef Odložil Milan Jílek Tomáš Salinger | 3m12s93         | GBR Grã-Bretanha Menzies Campbell John Cooper Mike Fleet Mike Robinson                   | 3m14s63         |
| Provas de campo       |                                                                                         |                 |                                                                           |                 |                                                                                          |                 |
| Salto em altura       | URS Valery Brumel                                                                       | 2,25m           | URS Igor Kashkarov                                                        | 2,08m           | TCH Milan Valenta                                                                        | 2,03m           |
| Salto com vara        | BUL Dimitar Khlebarov                                                                   | 4,52m           | SUI Gérard Barras                                                         | 4,52m           | URS Ihor Petrenko                                                                        | 4,52m           |
| Salto em distância    | URS Igor Ter-Ovanesyan                                                                  | 7,90m           | JPN Takayuki Okazaki                                                      | 7,67m           | BUL Ivan Ivanov                                                                          | 7,58m           |
| Salto triplo          | ROM Sorin Ioan                                                                          | 15,93m          | URS Oleg Ryakhovskiy                                                      | 15,85m          | JPN Tomio Ota                                                                            | 15,65m          |
| Arremesso de peso     | URS Viktor Lipsnis                                                                      | 18,00m          | FRG Dieter Urbach                                                         | 17,64m          | HUN Zsigmond Nagy                                                                        | 17,57m          |
| Lançamento de disco   | POL Edmund Piątkowski                                                                   | 59,15m          | URS Kaupo Metsur                                                          | 54,20m          | ROM Virgil Manolescu                                                                     | 52,52m          |
| Lançamento de martelo | HUN Gyula Zsivótzky                                                                     | 64,62m          | URS Gennadiy Kondrashov                                                   | 63,38m          | IRL John Lawlor                                                                          | 63,33m          |
| Lançamento de dardo   | HUN Gergely Kulcsár                                                                     | 77,65m          | POL Janusz Sidło                                                          | 77,48m          | FRG Rolf Herings                                                                         | 75,67m          |
| Eventos combinados    |                                                                                         |                 |                                                                           |                 |                                                                                          |                 |
| Decatlo               | URS Vasili Kuznetsov                                                                    | 7 918 pts       | BUL Milan Kuzmanov                                                        | 6 226 pts       | FRG Klaus-Dieter Röper                                                                   | 6 209 pts       |

### Feminino
| Evento              | Ouro                                                                                   | Ouro            | Prata                                                                                   | Prata           | Bronze                                                                       | Bronze          |
| Provas de pista     | Provas de pista                                                                        | Provas de pista | Provas de pista                                                                         | Provas de pista | Provas de pista                                                              | Provas de pista |
| ------------------- | -------------------------------------------------------------------------------------- | --------------- | --------------------------------------------------------------------------------------- | --------------- | ---------------------------------------------------------------------------- | --------------- |
| 100m                | URS Tatyana Shchelkanova                                                               | 11s78           | URS Galina Popova                                                                       | 11s90           | GBR Joan Atkinson                                                            | 11s93           |
| 200m                | POL Barbara Janiszewska                                                                | 24s44           | GBR Joan Atkinson                                                                       | 24s49           | URS Vera Kabranyuk                                                           | 24s70           |
| 800m                | FRG Antje Gleichfeld                                                                   | 2m07s76         | ROM Florica Grecescu                                                                    | 2m08s67         | BUL Tsvetana Isaeva                                                          | 2m12s59         |
| 80m com barreiras   | URS Irina Press                                                                        | 10s90           | URS Rimma Koshelyova                                                                    | 11s01           | BUL Snezhana Kerkova                                                         | 11s09           |
| 4 x 100m            | URS União Soviética Irina Press Tatyana Shchelkanova Rimma Koshelyova Larisa Kuleshova | 46s2            | POL Polônia Mirosława Sałacińska Irena Szczupak Elżbieta Krzesińska Barbara Janiszewska | 47s6            | BUL Bulgária Stefka Ilieva Diana Yorgova Svetlana Isaeva Rossitsa Madzharska | 47s9            |
| Provas de campo     |                                                                                        |                 |                                                                                         |                 |                                                                              |                 |
| Salto em altura     | ROM Iolanda Balaș                                                                      | 1,85m           | URS Klara Pushkaryeva                                                                   | 1,67m           | GBR Thelma Hopkins                                                           | 1,65m           |
| Salto em distância  | URS Tatyana Shchelkanova                                                               | 6,49m           | BUL Diana Yorgova                                                                       | 6,12m           | POL Elżbieta Krzesińska                                                      | 6,11m           |
| Arremesso de peso   | URS Tamara Press                                                                       | 17,12m          | URS Irina Press                                                                         | 15,61m          | ROM Ana Roth                                                                 | 15,59m          |
| Lançamento de disco | URS Tamara Press                                                                       | 58,06m          | URS Antonina Zolotukhina                                                                | 53,82m          | HUN Jolán Kontsek                                                            | 52,51m          |
| Lançamento de dardo | URS Yelena Gorchakova                                                                  | 51,39m          | ROM Maria Diaconescu                                                                    | 50,64m          | FRG Almut Brömmel                                                            | 47,65m          |

## Quadro de medalhas
| Ordem | País                   | Medalha de ouro | Medalha de prata | Medalha de bronze |    |
| ----- | ---------------------- | --------------- | ---------------- | ----------------- | -- |
| 1     | URS União Soviética    | 13              | 10               | 2                 | 25 |
| 2     | HUN Hungria            | 4               |                  | 3                 | 7  |
| 3     | ROM Romênia            | 2               | 4                | 2                 | 8  |
| 4     | FRG Alemanha Ocidental | 2               | 2                | 7                 | 11 |
| 5     | POL Polônia            | 2               | 2                | 2                 | 6  |
| 6     | TCH Checoslováquia     | 2               | 1                | 1                 | 4  |
| 7     | BUL Bulgária           | 1               | 2                | 4                 | 7  |
| 8     | ITA Itália             | 1               |                  | 1                 | 2  |
|       | IRL Irlanda            | 1               |                  | 1                 | 2  |
| 10    | CUB Cuba               | 1               |                  |                   | 1  |
| 11    | GBR Grã-Bretanha       |                 | 3                | 4                 | 7  |
| 12    | JPN Japão              |                 | 2                | 1                 | 3  |
| 13    | AUT Áustria            |                 | 1                | 1                 | 2  |
| 14    | BEL Bélgica            |                 | 1                |                   | 1  |
|       | SUI Suíça              |                 | 1                |                   | 1  |
| TOTAL | TOTAL                  | 29              | 29               | 29                | 87 |